# Чеченські біженці
Через першу російсько-чеченську війну та другу російсько-чеченську війну та  геноцид чеченців сотні тисяч чеченців були змушені залишити Чеченську Республіку Ічкерія і виїхати в інші країни. З 2003 року, коли великі бойові дії фактично припинилися, відбувається різке зростання числа біженців чеченських, які домагаються статусу політичних біженців. Одним із пояснень є процес  політичних переслідувань, які розпочався в республіці за часів проксремлівської влади Ахмата Кадирова та його сина Рамзана Кадирова. Інше пояснення полягає в тому, що після десяти років війни та терору багато чеченців втратили надію на відновлення в Чечні нормального життя і почали намагатися розпочати нове життя у вигнанні.

### У Чечні
Станом на 2006 рік, понад 100 тисяч осіб залишалися внутрішньо переміщеними особами, мали погані житлові умови та жили у злиднях. Усі офіційні центри для внутрішньо переміщених осіб у республіці були закриті, а діяльність іноземних неурядових організацій була обмежена прокремлівським урядом Рамзана Кадирова.

### В Інгушетії
У сусідній Інгушетії після початку Другої російсько-чеченської війни у 2000 році, приблизно 240 тисяч біженців майже подвоїли довоєнне населення республіки, яке становило до того 300 тисяч осіб (350 тисяч з урахуванням біженців із зони осетино-інгушського конфлікту). Це призвело до епідемії туберкульозу.
Приблизно 325 тисяч чоловік приїхали до Інгушетії першого року Другої російсько-чеченської війни. Близько 185 тисяч осіб було в республіці до листопада 1999 року, і 215 тисяч жили до червня 2000 року. 
У жовтні 1999 року кордон Чечні та Інгушетії було перекрито російськими військами, які обстріляли колону біженців. Тисячі біженців російські війська змусили повернутися в грудні 1999 року. Після 2001 року багато таборів біженців були насильно закриті зусиллями прокремлівського чеченського уряду під керівництвом Ахмата Кадирова та новим інгушським урядом на чолі з президентом Муратом Зязіковим. До лютого 2002 року в Інгушетії залишалося близько 180 тисяч чеченських біженців, і 150 тисяч до червня того ж року. Більшість їх жила в наметових містечках, занедбаних заводах, фабриках, поїздах чи сім'ях співчуваючих інгушів. До початку 2007 року в республіці залишалося менше 20 тисяч чеченських біженців і багато хто з них збирався інтегруватися на місцевому рівні, а не повертатися до Чечні.

### В Росії
Центр моніторингу внутрішніх переміщень Росії зазначає, що сотні тисяч людей змушені були залишити свої будинки після 1990 року. Це число включає в себе більшу частину некорінного населення Чечні (головним чином росіяни, але також вірмени, інгуші,грузини, українці та багато інших) хто покинув свої будинки і не повернувся до 2008 року. Багато чеченців також перебралися до Москви та інших міст Росії. Згідно з дослідженням, проведеним Норвезькою радою з біженців, приблизно 139 тисяч чеченців розселилися по регіонах Російської Федерації.

### в Євросоюзі
За даними Верховного комісара ООН у справах біженців, у 2003 році понад 30 тисяч громадян Чечні (із них понад 90% чеченці) подали прохання про надання притулку в Євросоюзі. Чеченці стали найбільшою групою біженців у ЄС. Згідно з неофіційним звітом, на січень 2008 року кількість чеченців у Європі могла досягати 70 тисяч. Згідно з іншою оцінкою, у березні 2009 року в Європі перебувало понад 130 тисяч чеченців, включаючи колишніх повстанців. У вересні 2009 року Рамзан Кадиров оголосив про те, що Чечня відкриє свої представництва в Європі з метою переконати чеченських біженців повернутися на батьківщину.
 У 2007 році Австрія надала притулок більш ніж 2 тисячам чеченських біженців. Їхня загальна кількість на січень 2008 року склала приблизно 17 тисяч. Таким чином, чеченська діаспора в Австрії є однією з найбільших у Європі. У січні 2008 року Йорг Хайдер, праворадикальний губернатор Каринтії, закликав до мораторію на надання притулку, обґрунтовуючи це зростанням злочинності з боку біженців. Станом на 2012 рік в Австрії проживало понад 42 тисячі біженців.
 На початок 2008 року у Бельгії жило приблизно 7-10 тисяч біженців, багато із них в Арсхоті. Щонайменше 2 тисячам з них у 2003 році було надано політичний притулок.
 У 2003 році  у Чехії табори біженців були переповнені через поток біженців із Чечні.
 Станом на 2009 рік Данія є однією із шести країн Європи з найбільшою чеченською діаспорою.
 На початок 2008 року близько 10 тисяч чеченців жили у Франції. Найбільші чеченські громади розташовуються в Ніцці (де у них виник гострий конфлікт з іммігрантами з Північної Африки), Страсбурзі и Парижі (де розташовано французько-чеченський центр). Чеченці також живуть у Орлеані, Ле-Мані, Безансоні, Монпельє, Тулузі и Турф. 2008 року тисячі людей намагалися пробратися до Франції з Польщі.
 На початок 2008 року у Німеччині перебувало приблизно 10 тисяч чеченців.
 У Польщі майже 3600 чеченців подали заявки на набуття статусу біженців у перші вісім місяців 2007 року, і понад 6 тисяч у наступні чотири місяці. Станом на 2008 рік, чеченці були найбільшою групою біженців, які прибули до Польщі (90% у 2007 році).
 З 1999 года Іспанія надала притулок сотням чеченських сімей.
 В Великій Британії перебуває велика кількість чеченських біженців. Деякі із їх них розшукуються у Росії, але уряд Британії відмовляється екстрадувати їх із міркувань захисту прав людини. Деякі з урядовців Ічкерії, такі, як Ахмед Закаєв, живуть в  Велику Британію.

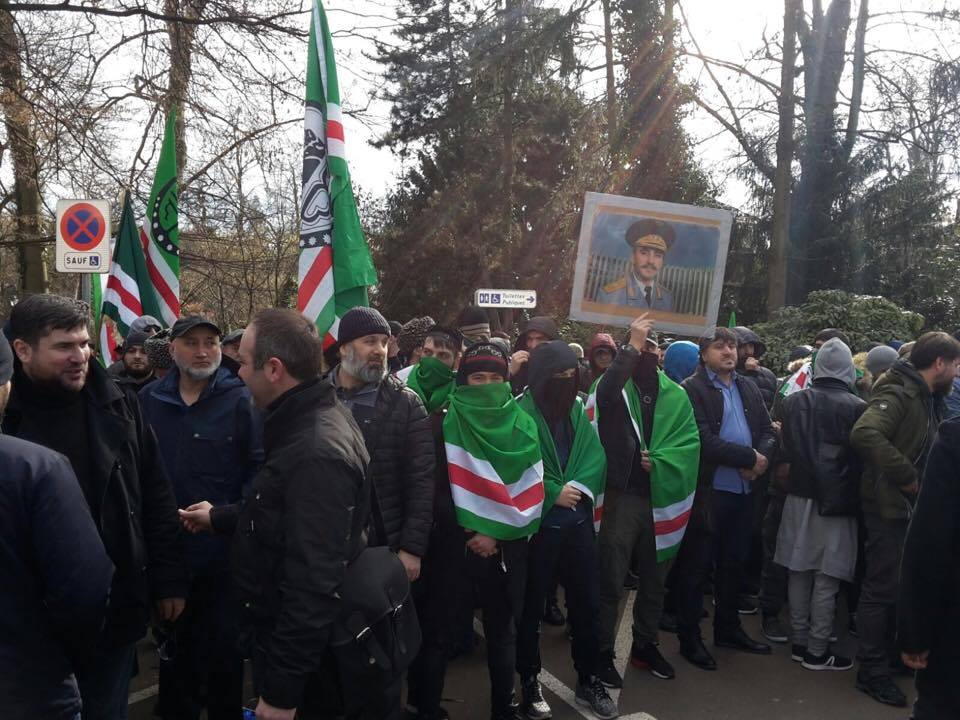
Мітинг у Страсбурзі 23 лютого 2017 року на згадку про депортацію чеченців та інгушів.

Тисячі інших біженців осіли в інших країнах Євросоюзу, таких як Швеція та Фінляндія.

### В інших країнах
Із 12 тисяч чеченських біженців, які прибули до Азербайджану, більшість переїхала до Європи. 2003 року в країні залишалося 5 тисяч осіб, а в 2007 році — 2 тисячі.
 На початок 2008 року кілька сотень людей мешкали в громадах Канади.
 З приблизно 4 тисяч чеченців, які шукали захисту в сусідній Грузії, більшість осіла в Панкіській ущелині, з яких у 2008 році там залишалося понад 1100 осіб.
 Від 3 до 4 тисяч чеченців прибули до Туреччини, більшість з яких залишила країну. У 2005 році лишилося приблизно 1500 осіб. Багато хто з чеченських біженців ще не отримав офіційного статусу біженців. Без цього вони не можуть навчатися чи працювати.
 Україна є головною транзитною країною на шляху чеченських біженців до Європи (але деякі рухаються через Білорусь). Невелика кількість чеченців осіла в Криму. Післе обрання Віктора Януковича він почав утискувати чеченців поліцейськими рейдами та раптовими депортаціями, іноді навіть поділяючи сім'ї.
 На початок 2008 року в Арабських еміратах проживало 2-3 тисячи чеченців.
 Маленька, але зростаюча чеченська спільнота є у США, головним чином в Каліфорнії и Нью-Джерсі.
  Азербайджан і Грузія, порушуючи власні міжнародні зобов'язання, видали кілька чеченських біженців до Росії. Європейський суд з прав людини визнав, що цим Грузія порушила їхні права.

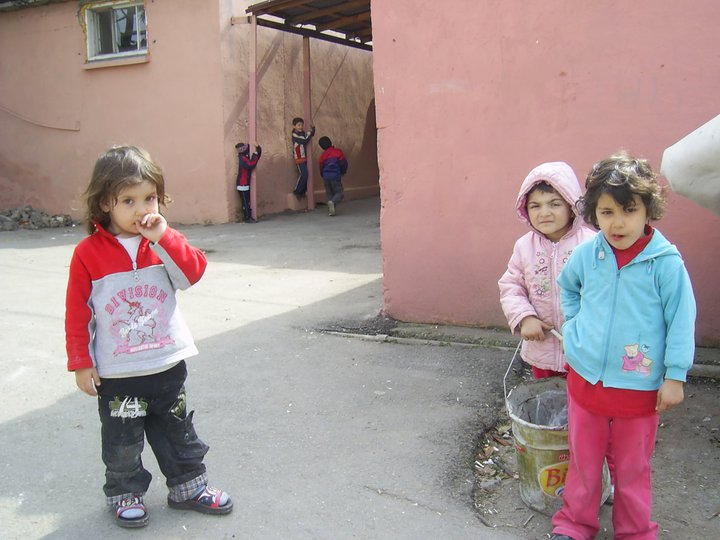
Чеченські діти у таборі біженців у Стамбулі

Під час війни в Південній Осетії в 2008 році понад тисячу чеченських біженців із Панкіської ущелини втекли до Туреччини разом зі своїми грузинськими сусідами.

## Відомі біженці
- Ільяс Ахмадов (1960) — колишній міністр закордонних справ Чеченської Республіки Ічкерія. В 2004 року отримав політичний притулок у США.
- Хасан Баієв (1963) — чеченський та американський пластичний хірург, самбіст, дзюдоїст, меценат, письменник.
- Мілана Бахаєва (1979) — журналістка, письменниця, правозахисниця.
- Ахмед Закаєв (1959) — бригадний генерал ЧРІ, міністр культури і віце-прем'єр ЧРІ, з 1996 — міністр закордонних справ ЧРІ.
- Тимур Муцураєв (1976) — бард, учасник збройного конфлікту у Чечні на боці Збройних сил ЧРІ.
- Мамед Халідов (1980) — боєць змішаних єдиноборств, що проживає в Польщі.
- Зелімхан Яндарбієв (1952—2004) — в 1996—1997 роках виконуючий обов'язки президента ЧРІ.